# 24211 Барбаравуд
24211 Барбаравуд (24211 Barbarawood) — астероїд головного поясу, відкритий 7 грудня 1999 року.
Тіссеранів параметр щодо Юпітера — 3,603.